# Arthur Wasner

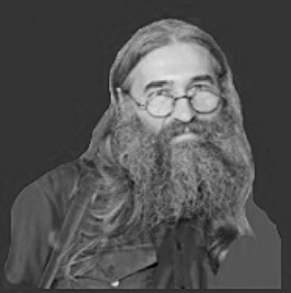
Der schlesische Maler Arthur Wasner

Arthur Wasner (auch Artur Wasner; * 10. Mai 1887 in Mittel Lazisk, Kreis Pleß, Provinz Schlesien; † 3. Februar 1939 in Breslau, Provinz Niederschlesien) war ein deutscher Maler des Impressionismus. Er malte hauptsächlich Landschaften, Stillleben, Porträts, Interieurs und Akte.

## Leben und Wirken

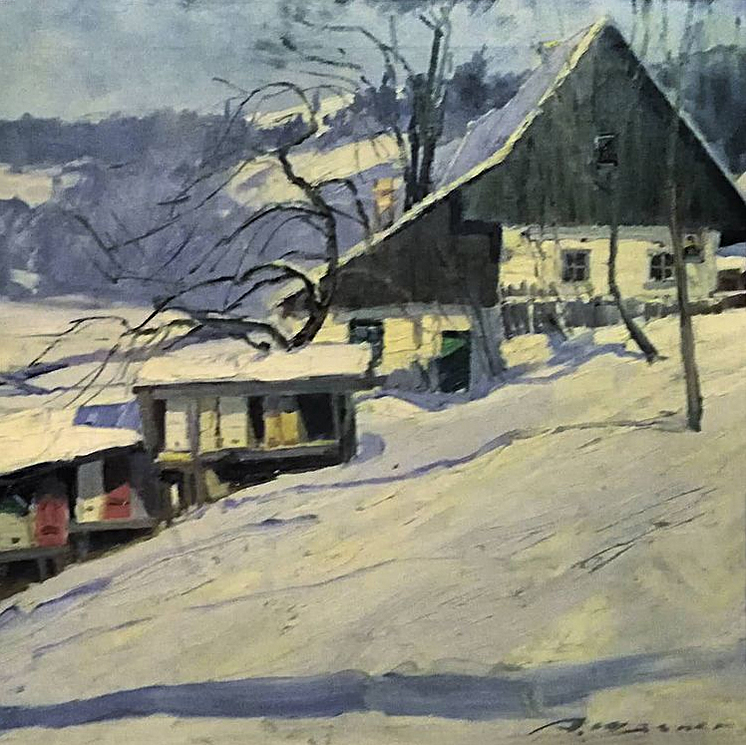
Riesengebirgslandschaft

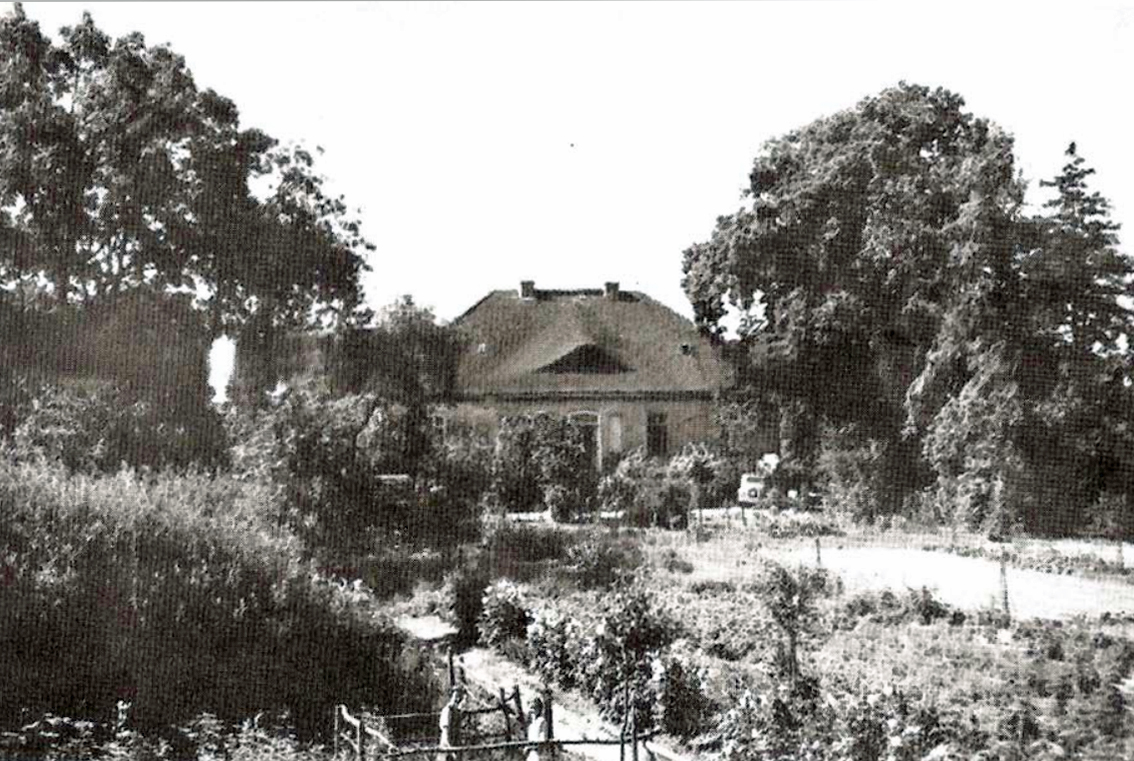
Landhaus des Malers in Eichgrund bei Sibyllenort in Niederschlesien

Arthur Wasner wurde als Sohn eines Berginspektors in Mittel Lazisk (jetzt Łaziska Średnie, OT von Ober Lazisk) im Kreis Pleß in Oberschlesien geboren. Zunächst begann er eine Ausbildung zum Bergmann, die er aber wegen eines starken Gehörschadens infolge einer Grubenexplosion aufgeben musste. Von 1906 bis 1909 absolvierte er an der Königlichen Kunst- und Kunstgewerbeschule Breslau ein Studium, das von seiner Tante finanziert wurde. Er war ein Schüler von Eduard Kaempffer (1859–1926) in der Porträt- und Figurenklasse der Breslauer Akademie und von Carl Ernst Morgenstern (1847–1928) in der Klasse für Landschaftsmalerei.
Nach dem Studium unternahm er von 1910 bis 1913 mehrere Reisen durch Europa, die ihn u. a. in die Niederlande, nach Italien, Spanien, Frankreich und Russland führten. In Spanien erhielt er bereits in jungen Jahren für seine künstlerischen Arbeiten verschiedene Auszeichnungen.
Im Jahr 1914 gründete er eine private Malschule in Breslau. In den 1920er Jahren startete er eine Weltumseglung, die aber aufgrund technischer und finanzieller Probleme infolge der Inflation bereits in Skandinavien endete.
Im Jahr 1921 heiratete er Maria Wasner, die Tochter eines schwedischen Kapitäns; 1923 kam seine Tochter Barbara zur Welt.
Im Jahr 1922 gehörte er zu den Gründungs-Mitgliedern der Vereinigung bildender Künstler St. Lukas in Schreiberhau, obwohl er seinen Wohnsitz in Breslau hatte. Auch danach blieb er reiselustig und fuhr mit einem Wohnwagen, seinem „mobilen Atelier“, quer durch Europa. Trotz attraktiver Angebote aus Düsseldorf, München und aus dem Ausland blieb er bis zu seinem frühen Tod in seiner schlesischen Heimat.
In der Zeit des Nationalsozialismus war Wasner Mitglied der Reichskammer der bildenden Künste. Für diese Zeit ist seine Teilnahme an sieben großen Ausstellungen sicher belegt.
Ein beachtlicher Teil seiner Bilder ging am Ende des Zweiten Weltkriegs verloren, weil seine Frau und Tochter nur wenige Werke retten konnten.
Arthur Wasner starb vermutlich 1939 in Breslau. Nach anderen Quellen starb er bereits 1938 in seinem Landhaus in Eichgrund Nr. 11 (Dąbrowa) bei Schloss Sibyllenort, jetzt OT der Landgemeinde Długołęka (Langewiese), das er 1935 zusammen mit seinem Bruder Karl Wasner erworben hatte.

### Rezeption
Der schlesische Maler Arthur Wasner hat in seinen Bildern immer wieder die landschaftlichen Schönheiten des Riesengebirges dargestellt. Seine Bilder wurden vor allem wegen ihrer Leuchtkraft und Farbgebung gerühmt. In den 1920er und 1930er Jahren hatte er mit seinen Landschaftsbildern und Porträts auf verschiedenen Ausstellungen Erfolge und wurde von der Fachwelt anerkannt.
Wegen der impressionistischen Malweise und der besonderen Lichtflecken in seinen Landschaftsbildern (Parklandschaft) wurde er auch mit Max Liebermann verglichen.
Das Haus Schlesien in Königswinter hat Arbeiten von Wasner in zahlreichen Ausstellungen gezeigt, z. B.
- Retrospektive: „Ölbilder und Graphik von Arthur Wasner“ (1990)[9]
- „Malerei eines schlesischen Impressionisten“ (2006/07)[10][11]
- „Sommerträume – Reiseimpressionen schlesischer Künstler“ (2019)[12]
- „Winterträume – Heimatimpressionen schlesischer Künstler“ (2020)[13]

Im Jahr 2007 widmete das Stadtmuseum Breslau dem Künstler die umfangreiche Ausstellung „Artur Wasner, ein Breslauer Impressionist“.
Seine Werken befinden sich im Nationalmuseum Breslau, im Stadtmuseum Breslau, im Riesengebirgsmuseum Hirschberg, im Carl und Gerhart Hauptmann Haus in Schreiberhau und im Privatbesitz.

## Werke (Auswahl)
Auswahl seiner Arbeiten in verschiedenen Galerien:
- Oberschlesische Hütte, Öl auf Leinwand, 1909, Deutsches Bergbau-Museum Bochum[17]
- Porträt eines lesenden Mannes, 1911 Öl auf Karton[18]
- Bettelnde Kinder, 1911, Nationalmuseum Breslau
- Corrida in Madrid, 1913[19]
- Landschaft mit See und Birken, um 1915[20]
- Stillleben mit Hasen[21]
- Stillleben mit Bierkrug und Pflaumen[22]
- Ländliches Motiv[23]
- Wanderer bei der Rast, Öl auf Leinwand[24]
- Picknick am Fluss, Öl auf Leinwand[25]
- Frauen am Fluss[26]
- Alpenlandschaft, Öl auf Leinwand[27]
- Steinerne Brücke, Öl auf Leinwand[28]
- Paar auf einer Anhöhe, in die weite Landschaft schauend, Öl auf Leinwand[8]
- Blick von Kiesewald auf das Riesengebirgsmassiv, Öl auf Leinwand, 1935[29]
- Riesengebirgs-Landschaft mit Baude und Bienenstöcken
- Schloss Domanze im Kreis Schweidnitz, Öl auf Karton
- farbige Illustrationen im Buch Das malerische Breslau (1935), 28 S.[30]
- Eichgrund 1937, Öl auf Leinwand, 1937[31]